# Autorité nationale des poursuites
L’Autorité nationale des poursuites est l'agence du gouvernement sud-africain chargée des poursuites judiciaires. En vertu de l’article 179 de la Constitution sud-africaine et de la loi de 1998 sur l’Autorité nationale des poursuites, l'Autorité nationale des poursuites a le pouvoir d’engager des poursuites pénales au nom de l’État et d’exercer toutes les fonctions nécessaires à l’engagement de poursuites pénales. L'autorité nationale des poursuites est responsable devant le Parlement, et la responsabilité finale à son égard incombe au ministre de la Justice et des Services correctionnels.

## Biographie
Au niveau national, l’Autorité nationale des poursuites est dirigée par le Directeur national des poursuites publiques (DNPP). Le DNPP est nommé par le président de l'Afrique du Sud pour un mandat de 10 ans,.
Le DNPP est dirigé par un directeur général, poste occupé par Marion Sparg de 2000 à 2007, et par quatre directeurs nationaux adjoints des poursuites publiques. Au niveau national, il existe également quatre directeurs spéciaux et un directeur d’enquête. Chaque siège de la Haute Cour d'Afrique du Sud est desservi par un directeur des poursuites publiques (DPP), qui agit en tant qu'autorité de poursuite pour la zone de compétence de cette Cour.

### Unités commerciales

#### Service national des poursuites
Le Service national des poursuites (SNP) est composé des différents bureaux du DPP (et de leurs subordonnés), et est responsable des poursuites pénales au quotidien. Les avocats de l'État, attachés au bureau du DPP, poursuivent les affaires devant les tribunaux supérieurs; tandis que les procureurs publics, attachés à divers tribunaux de première instance, poursuivent les affaires devant les tribunaux inférieurs.

#### Direction des enquêtes
La Direction des enquêtes est créée en avril 2019,. Elle est mandatée pour enquêter sur les crimes complexes et de grandes envergures et de les poursuivre, notamment en vertu de la Loi sur la prévention du crime organisé, de la Loi sur la prévention et la lutte contre les activités de corruption et de la Loi sur la gestion des finances publiques.
La Direction des Enquêtes est parfois appelée les « Nouveaux Scorpions », d'après l'ancienne Direction des opérations spéciales de la NPA, plus connue sous le nom de Scorpions. Les Scorpions, lancés le 1er septembre 1999, et dissous de manière controversée en juillet 2009, sont également une unité d'élite qui enquête sur le crime organisé et poursuit des affaires politiquement sensibles.
Elle travaille actuellement avec la Commission Zondo sur des affaires importantes liées à la capture de l'État et, depuis sa création, est dirigée par Hermione Cronje, qui présente sa démission le 30 novembre 2021. En janvier 2022, une enquête est en cours sur les allégations et les preuves contenues dans la première partie du rapport de la Commission Zondo.

#### Criminalité commerciale spécialisée
L'Unité spécialisée dans la criminalité commerciale (SCCU) est créée pour poursuivre les infractions économiques graves telles que la fraude. Certaines de ses affaires sont également très médiatisées. Par exemple, elle enquête actuellement sur des fraudes chez Steinhoff et VBS Mutual Bank. En 2012, un scandale éclate lorsque le directeur de la SCCU, Lawrence Mrwebi, abandonne illégalement les accusations de fraude et de corruption que les procureurs de la SCCU ont porté contre Richard Mdluli, l'ancien directeur de la division du renseignement criminel de la police,,. 

#### Confiscation des biens
L'Unité de confiscation des biens est créée en mai 1999 pour donner effet à certaines dispositions de la loi sur la prévention du crime organisé qui permettent la saisie pénale ou civile des biens appartenant aux auteurs de crimes. Une fois confisqués, ces biens sont pris et utilisés pour indemniser les victimes de crimes et/ou sont réinvestis dans les forces de l’ordre.

#### Infractions sexuelles et affaires communautaires
L'unité des délits sexuels et des affaires communautaires est créée en octobre 1999 pour lutter contre la violence sexiste à l'égard des femmes et des enfants. Cette unité comprend la section des infractions sexuelles, la section de la violence domestique, la section de l'entretien et la section de la justice pour mineurs. Il coordonne également le réseau des centres de soins Thuthuzela, qui utilisent une approche multidisciplinaire pour prendre en charge les victimes de viol en Afrique du Sud,,. Il y a 58 Centres de Soins Thuthuzela en Septembre 2022.

#### Protection des témoins
Le Bureau de protection des témoins soutient les témoins vulnérables et intimidés, et les personnes qui leur sont liées lors des procédures judiciaires. L'unité fournit également une assistance et une coopération à d'autres pays et tribunaux spéciaux, dans le domaine de la protection des témoins. Les fonctions et devoirs du bureau sont classés « SECRET » aux termes de la loi sur la protection des témoins.

#### Litiges relatifs aux crimes prioritaires
L'Unité de contentieux des crimes prioritaires est créée par proclamation présidentielle le 23 mars 2003 et est mandatée pour diriger les enquêtes et les poursuites contre les crimes découlant du Statut de Rome, les crimes contre l'État, y compris le terrorisme national et international. Elle dirige également les questions émanant du processus de vérité et de réconciliation et les infractions à la loi sur la réglementation de l'assistance militaire étrangère (loi n°15 de 1998), à la loi sur la non-prolifération des armes de destruction massive (loi n°87 de 1993), à la loi nationale sur le contrôle des armes conventionnelles (loi n°41 de 2002), à la loi sur l'énergie nucléaire (loi n°46 de 1999) et à la loi sur les services de renseignement (loi n°65 de 2002).

#### Unités administratives
Les unités suivantes supervisent les aspects de l'organisation interne de l’Autorité nationale des poursuites :
- L'unité de gestion de l'intégrité surveille et maintient l'intégrité de l’Autorité nationale des poursuites et supervise les systèmes et processus réactifs en cas de compromission de l'intégrité de l'organisation.
- L'unité des services généraux fournit un soutien aux services généraux à plusieurs partenaires commerciaux au sein de l’Autorité nationale des poursuites.

### Direction

#### Liste des directeurs nationaux
| Mandat                               | Mandat                               | Nom                    | Nommé par       |
| ------------------------------------ | ------------------------------------ | ---------------------- | --------------- |
| 1er août 1998 – juillet 2004         | 1er août 1998 – juillet 2004         | Bulelani Ngcuka        | Nelson Mandela  |
|                                      | Silas Ramaite (acteur)               | Silas Ramaite (acteur) | Thabo Mbeki     |
| 1er février 2005 – 23 septembre 2007 | 1er février 2005 – 23 septembre 2007 | Vusi Pikoli            | Thabo Mbeki     |
|                                      | Mokotedi Mpshe (par intérim)         |                        | Thabo Mbeki     |
| Novembre 2009 – octobre 2012         | Novembre 2009 – octobre 2012         | Menzi Simelane         | Jacob Zuma      |
|                                      | Nomgcobo Jiba (acteur)               |                        | Jacob Zuma      |
| 1er octobre 2013 – 11 mai 2015       | 1er octobre 2013 – 11 mai 2015       | Mxolisi Nxasana        | Jacob Zuma      |
|                                      | Silas Ramaite (acteur)               |                        | Jacob Zuma      |
| 18 juin 2015 – 13 août 2018          | 18 juin 2015 – 13 août 2018          | Shaun Abrahams         | Jacob Zuma      |
|                                      | Silas Ramaite (acteur)               | Silas Ramaite (acteur) | Cyril Ramaphosa |
| 1er février 2019 – aujourd'hui       | 1er février 2019 – aujourd'hui       | Shamila Batohi         | Cyril Ramaphosa |

#### Historique des nominations
Il y a une instabilité remarquable au sein du bureau du DNPP. Aucun membre du DNPP n’a jamais accompli son mandat complet de dix ans. Deux des trois nominations permanentes faites par Jacob Zuma pendant sa présidence sont ultérieurement invalidées par la Cour constitutionnelle, et deux autres titulaires font l'objet d'enquêtes officielles, instituées en vertu de l'article 12(6) de la loi de 1998 sur les poursuites nationales, sur leur aptitude à occuper ces fonctions. Des changements extraordinaires et controversés au sein de la direction de l’Autorité nationale des poursuites sont attribués à des interférences politiques,,,,. En juin 2014, l'ancienne procureure de l’Autorité nationale des poursuites, Glynnis Breytenbach, députée de l'Alliance démocratique (DA) et ministre fantôme de la Justice,, appelle à la fin de l'ingérence politique continue au sein de l’Autorité nationale des poursuites, qui, selon elle, compromet son intégrité,.

#### Présidences de Mbeki et de Motlanthe (1999-2009)
Le premier DNPP, Bulelani Ngcuka, est nommé en 1998, lors de la création de l’Autorité nationale des poursuites. Il démissionne en juillet 2004. Les deux dernières années de son mandat sont entachées de scandales politiques, à la suite de l'annonce par l’Autorité nationale des poursuites fin 2002, que son unité Scorpions enquête sur Zuma, le vice-président, pour corruption liée au contrat d'armement. En août 2003, Ngcuka déclare aux médias que l’Autorité nationale des poursuites a un « cas prima facie de corruption » contre Zuma mais décide de ne pas le poursuivre sous motif que l'affaire n'est probablement pas gagnable. Peu de temps après, Mac Maharaj déclare à la presse que Ngcuka est un espion du gouvernement de l'apartheid. Ngcuka nie l'accusation et celle-ci est plus tard jugée sans fondement par une commission d'enquête judiciaire spécialement désignée, la Commission Hefer. Cependant, en mai 2004, à la suite d'une plainte déposée par Zuma, le Protecteur du citoyen Lawrence Mushwana publie un rapport qui conclue que la déclaration de Ngcuka aux médias en août 2003 est « injuste et inappropriée ». Une dispute très publique s'ensuit entre Ngcuka et Mushwana, impliquant parfois également l'ancien ministre de la Justice et du Développement constitutionnel Penuell Maduna,. Le Parlement nomme une commission spéciale pour examiner le rapport de Mushwana et approuve en fin juin, la plupart de ses conclusions. La démission de Ngcuka le mois suivant est liée à l'enquête sur Zuma et est le résultat de pressions politiques,,,.
Silas Ramaite occupe le poste de DNPP par intérim jusqu'à ce qu'on remplace Ngcuka par Vusi Pikoli en 2005. Le 24 septembre 2007, le président Thabo Mbeki suspend Pikoli, prétendument en raison d'une « rupture irrémédiable » dans les relations entre Pikoli et la ministre de la Justice Brigitte Mabandla. Cependant, le 27 septembre, la South African Broadcasting Corporation rapporte que l’Autorité nationale des poursuites a émis un mandat d'arrêt contre le chef de la police sud-africaine et d'Interpol, Jackie Selebi,, et il y a un soupçon généralisé que la suspension de Pikoli fait partie d'une tentative de protéger Selebi des poursuites,,. Selebi est néanmoins poursuivi avec succès et condamné à une peine de prison, mais pas avant 2010. Mbeki crée une commission d'enquête en vertu de l'article 12(6), dirigée par Frene Ginwala, pour déterminer l'aptitude de Pikoli à occuper le poste de DNPP. La Commission Ginwala recommande que Pikoli soit réintégré, mais qu'il soit également « sensibilisé aux responsabilités plus larges de sa fonction et en particulier à l'environnement de sécurité dans lequel cette fonction devrait fonctionner ». Malgré les recommandations de la Commission Ginwala, Pikoli est définitivement démis de ses fonctions par le président Kgalema Motlanthe le 8 décembre 2008. Motlanthe est ensuite empêché par le pouvoir judiciaire dans l'affaire Pikoli c. Président et autres de nommer un DNPP permanent jusqu'à ce que les aspects juridiques concernant la révocation de Pikoli sont réglés par les tribunaux,. Pikoli est remplacé par Mokotedi Mpshe,, qui, bien que nommé uniquement à titre intérimaire, est l'un des membres du DNPP ayant servi le plus longtemps dans l'histoire de l’Autorité nationale des poursuites.

#### Zuma et Ramaphosa présidences (2009-présent)
Menzi Simelane, nommé par le DNPP en 2009, est démis de ses fonctions début octobre 2012, après que la Cour constitutionnelle juge, dans l'affaire Alliance démocratique contre le Président, que sa nomination est invalide,. Le mandat de Nomgcobo Jiba, qui exerce les fonctions de DNPP par intérim à partir du moment où Simelane est mis en congé spécial en janvier 2012, est également controversé, et Jiba est depuis accusé d'avoir permis la capture de l'État et d'avoir participé à d'autres conspirations politiques pendant son mandat,,,,.
Mxolisi Nxasana est nommée DNPP le 1er octobre 2013,,. Le 5 juillet 2014, le président Zuma annonce une enquête en vertu de l’article 12(6) pour déterminer si Nxasana est apte à occuper ses fonctions,,. Le 11 mai 2015, l’enquête est close, mais le 31 mai 2015, il annonce la démission de Nxasana,. Il reçoit le montant restant de son contrat de 10 ans, soit 17 millions de rands.
Le 18 juin 2015, Zuma nomme Shaun Abrahams au poste de DNPP. En août 2018 cependant, dans l'affaire Corruption Watch c. Président, la Cour constitutionnelle annule la résiliation de la nomination de Nxasana au poste de DNPP, rendant ainsi invalide la nomination d'Abrahams, et ordonne au président Cyril Ramaphosa de nommer un nouveau DNPP dans un délai de 90 jours. Ramaphosa nomme Shamila Batohi comme DNPP en décembre 2018.

## Controverses

### Allégations de « cassettes d'espionnage »
Les « bandes d'espionnage » sont des conversations téléphoniques enregistrées secrètement entre Ngcuka, ancien membre du DNPP, et Leonard McCarthy, ancien chef de l'unité Scorpions, qui enquête sur Zuma pour corruption liée au contrat d'armement. Les bandes, enregistrées peu avant la 52e Conférence nationale du Congrès national africain au pouvoir en décembre 2007, au cours de laquelle Zuma bat le président national Mbeki lors d'une élection pour la présidence du Congrès National Africain, ont documenté une collusion entre Ngcuka et McCarthy pour manipuler le processus de poursuite. Les enregistrements sont réalisés par l'Agence nationale de renseignement et l'Unité de lutte contre le crime organisé de la police sud-africaine.
Peu de temps avant que le scandale des enregistrements d'espionnage n'éclate en 2009, la Cour suprême d'appel annule une décision antérieure de la Haute Cour de rejeter les accusations de corruption contre Zuma, de sorte que la possibilité d'un procès pénal est rouverte. Cependant, les enregistrements sont utilisés pour étayer l'allégation selon laquelle les poursuites engagées contre Zuma par l’Autorité nationale des poursuites sont motivées par des raisons politiques. Les procureurs de l’Autorité nationale des poursuites soutiennent que les enregistrements d'espionnage ne sont pas pertinents aux accusations réelles contre Zuma, d'autant plus que (en tant que produits d'une agence de renseignement) ils ont probablement été obtenus illégalement, ce qui signifie que la charge incombe à Zuma de prouver leur authenticité et leur admissibilité. Ils sont cependant rejetés par Mpshe, qui abandonne les charges contre Zuma en avril 2009. Il déclare que les enregistrements montrent qu'il y a eu une conspiration politique contre Zuma. Sam Sole d'amaBhungane convient que les enregistrements documentent un « partisanisme grossier [pro-Mbeki] » de la part de McCarthy.
Le parti d'opposition, l'Alliance démocratique, demande que la décision de Mpshe soit réexaminée et annulée. Une audience judiciaire sur un tel réexamen obligerait le NPA à fournir à l'Alliance démocratique le compte rendu de la procédure. Après une longue bataille juridique, au cours de laquelle l’Autorité nationale des poursuites et Zuma cherchent à garder confidentiel le contenu des bandes d'espionnage,,, la Cour suprême d'appel contraint en août 2014, l’Autorité nationale des poursuites à se conformer à une ordonnance antérieure du tribunal lui demandant de fournir les bandes d'espionnage au procureur. En octobre 2014, le Sunday Times rend publique pour la première fois, une partie des transcriptions des enregistrements d'espionnage, après y avoir été autorisé par les tribunaux. La Haute Cour et la Cour suprême d'appel de Pretoria estiment finalement toutes deux, que la décision de Mpshe d'abandonner les charges contre Zuma est irrationnelle et doit être réexaminée.

## Note et Références